# فراسو تيليسينو
فراسو تيليسينو (بالإيطالية: Frasso Telesino)‏ هي كومونا في مقاطعة بنبنت بمنطقة كمبانية الإيطالية، وتقع على بعد 40 كم شمال شرق نابولي، و 20 كم غرب بنبنت.